# Valtellina (Wein)

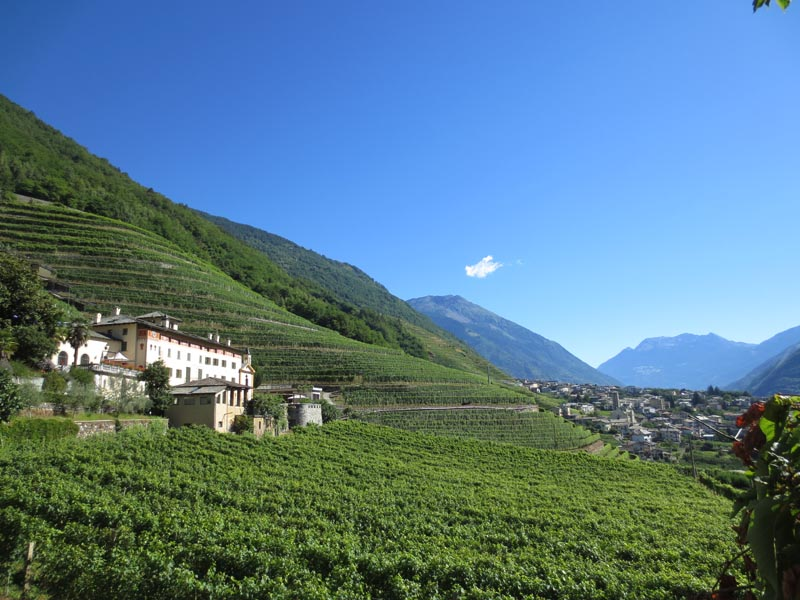
Weinberge im Valtellina

Die Valtellina ist ein Jahrhunderte altes Weinbaugebiet in Norditalien, in der Provinz Sondrio der Region Lombardei. 

„An der Spitze das Valtellina-Tal und der Berg von Bormio. Schrecklich, immer voller Schnee. Hier entsteht das Hermelin. In Bormio befinden sich die Bäder. Das Valtellina, wie gesagt, ist ein Tal, umgeben von hohen, schrecklichen Bergen. Es produziert sehr kräftige Weine und so viel Vieh, dass die Einheimischen sagen, dort entstünde mehr Milch als Wein. Dies ist das Tal, durch das der Adda fließt, der über 40 Meilen durch das Land der Deutschen zieht.“

Die Rotweine aus der Valtellina werden in der deutschsprachigen Schweiz, im benachbarten Vorarlberg und im südlichen Baden-Württemberg traditionell als Veltliner bezeichnet. Dies führt gelegentlich zu Verwechslungen mit der in Österreich beheimateten weißen Rebsorte Grüner Veltliner.

„An der Spitze das Valtellina-Tal und der Berg von Bormio. Schrecklich, immer voller Schnee. Hier entsteht das Hermelin. In Bormio befinden sich die Bäder. Das Valtellina, wie gesagt, ist ein Tal, umgeben von hohen, schrecklichen Bergen. Es produziert sehr kräftige Weine und so viel Vieh, dass die Einheimischen sagen, dort entstünde mehr Milch als Wein. Dies ist das Tal, durch das der Adda fließt, der über 40 Meilen durch das Land der Deutschen zieht.“

## Geschichte
Die Ursprünge des Weinbaus in der Valtellina liegen lange zurück. In den Jahren 1512 bis 1797 gehörte die Valtellina als so genanntes Untertanengebiet den Drei Bünden an. In dieser fast 300-jährigen Zeitspanne gelangte ein Großteil der erzeugten Weine, über die Alpen gesäumt, in die deutschsprachige Schweiz und den Bodenseeraum. Noch bis um die Wende ins 21. Jahrhundert gelangten rund 60 % der Produktion in den Export. Im Jahr 2000 noch allein 24 % in die Schweiz und 18 % nach Deutschland. Bereits im Jahr 2003 hatte sich der Export, bei insgesamt rückläufiger Produktion, auf nur noch etwa 25 % mehr als halbiert. 2002 gingen nur noch jeweils 9 % des Exports in die Schweiz und 9 % nach Deutschland.

## Geografische und klimatische Bedingungen für den Weinbau
Die Valtellina ist ein schmales Gebirgstal, durchflossen von der Adda, vom Stilfser Joch im Osten, bis zum Comer See im Westen. Die Rebflächen, es handelt sich meist um terrassierte Steillagen, finden sich ganz überwiegend an den südexponierten Hängen der zu den Rätischen Alpen (ital. Alpi Retiche) gehörenden Bernina-Alpen, auf der Nordseite der Adda. Im westlichsten Talabschnitt gegenüber Morbegno, der so genannten Costiera dei Cech, werden die früheren Rebterrassen seit einigen Jahren zunehmend wieder kultiviert. Hier sind, soweit die Anforderungen erfüllt werden, Weine mit der Herkunftsbezeichnung Indicazione Geografica Tipica (IGT) „Alpi Retiche“  möglich. Im Talabschnitt zwischen Buglio in Monte im Westen und Tirano im Osten sind hingegen, soweit die Anforderungen erfüllt werden, auch Weine mit der Herkunftsbezeichnung Denominazione di Origine Controllata (DOC) und Denominazione di Origine Controllata e Garantita (DOCG) möglich. 
Während im Norden die Bernina-Alpen vor kalten Winden schützen, schirmen im Süden die Bergamasker Alpen (ital. Alpi Orobie) vor der feucht-warmen Luft aus der Po-Ebene. Der Comer See im Westen wirkt sich temperaturregulierend aus. Während der Vegetationsphase von April bis Oktober bewegt sich die Temperatur zwischen 5 und 35 Grad. Der Steillagenweinbau und die Südausrichtung der mit Trockenmauern terrassierten Weinberge, bewirken eine starke Sonneneinstrahlung. Im Durchschnitt kommt die Valtellina auf ca. 1.900 Sonnenstunden pro Jahr (zum Vergleich: Freiburg i. Br. 1795 Sonnenstunden/Jahr). Auch haben die Trockenmauern der Terrassen (man schätzt ihre Länge auf über 2.500 km), einen wärmespeichernden und temperaturausgleichenden Effekt. Den spät reifenden Nebbiolo-Trauben wird so meist ein optimales Ausreifen ermöglicht. Trotz seiner alpinen Lage herrschen in der Valtellina also für den Weinbau geeignete Bedingungen.
Wie im Barolo- und Barbaresco-Gebiet, können die Winzer und Weinkellereien auch im Veltlin aus der Nebbiolo-Traube langlebige, ausdrucksstarke und oft tanninreiche Weine hervorbringen. Die vergleichsweise hohen Temperaturunterschiede zwischen Tag und Nacht ermöglichen aber auch ausgesprochen elegante und duftige Weine.

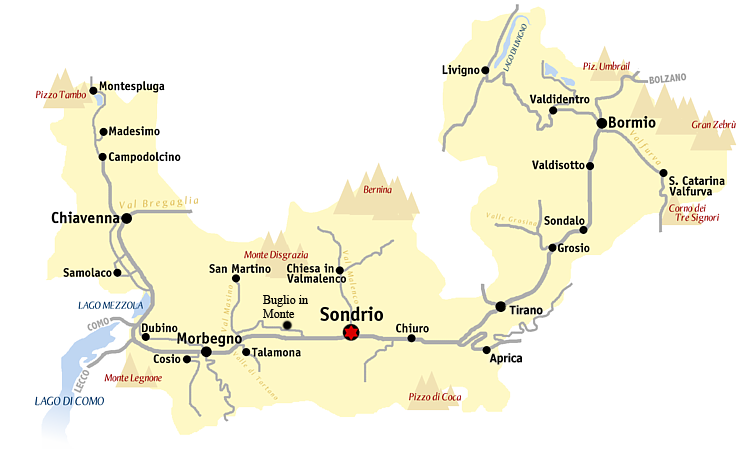

## Anbaubedingungen

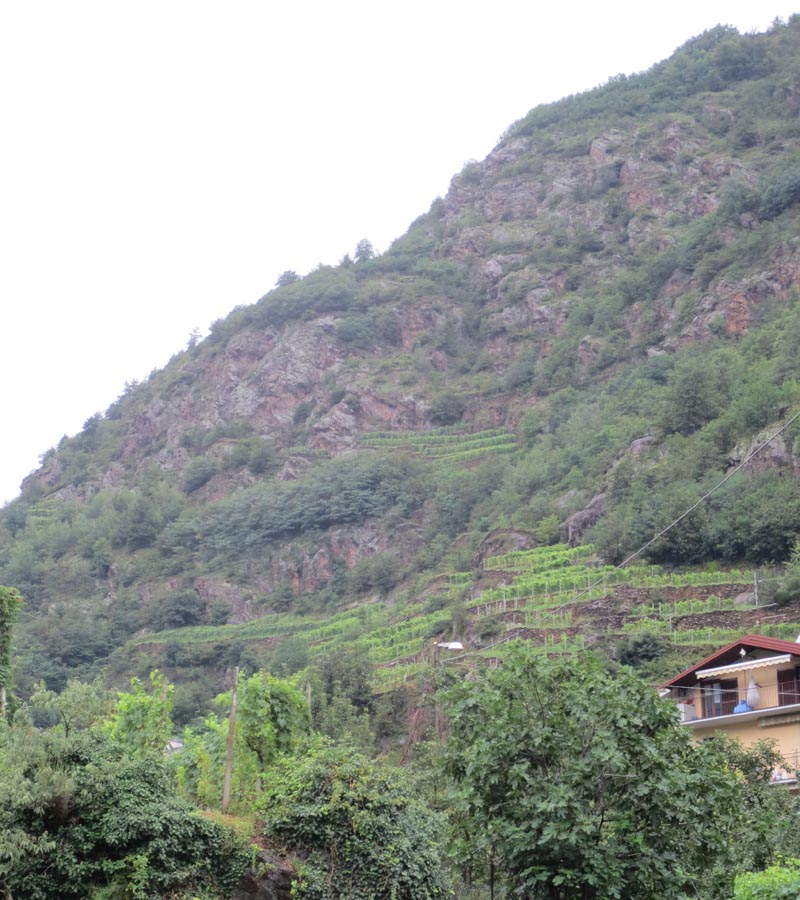

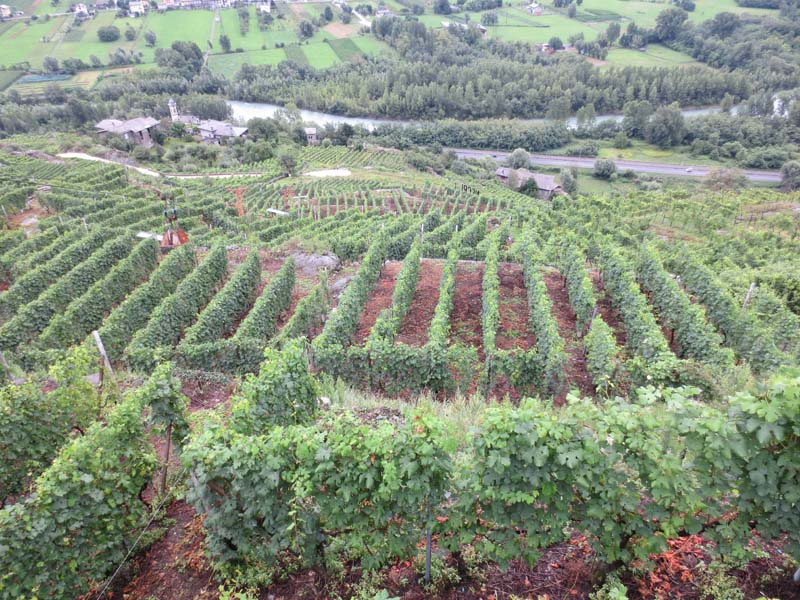

Die in diesen Steillagen extremen Anbaubedingungen verursachen seit Jahrzehnten einen starken Rückgang der Rebflächen. 2023 nennt das maßgebliche Consorzio noch eine bestockte Fläche von 820 Hektar (ha). Für einen Großteil dieser Rebflächen gelten besondere Strukturschwierigkeiten durch:
- Steillagenweinbau mit Hangneigungen > 30 %
- Terrassierungen mit in der Herstellung und Instandhaltung aufwändigem Trockenmauerwerk
- oft kleinteilige, fragmentierte Rebanlagen, bedingt durch die Kleinteiligkeit felsigen Geländes, die Terrassierung der Rebflächen und die im Erbfall praktizierte Realteilung
- fehlenden Humus, der häufig erst aus dem Tal in die Rebberge geschafft werden muss.

96 % der Rebbauern der Valtellina bewirtschaften in der Regel im Nebenerwerb weniger als 1 ha Anbaufläche, häufig auch noch verteilt auf verschiedene Parzellen. Diese Bedingungen verhindern weitestgehend eine Mechanisierung der Arbeit. Der Italienische Weinbau hat für diese Form des Rebbaus den Ausdruck „Viticultura eroica“ (heldenhafter Rebbau) geschaffen.

## Rebsorten und Weine

### Rebsorten
Im Veltlin dominiert die Rebsorte Nebbiolo, welche hier nach dem Städtchen Chiavenna als „Chiavennasca“ bezeichnet wird.

### Weine
Soweit die Weine die nach den jeweiligen „Produktionsvorschriften (Disciplinare)“ geforderten Voraussetzungen erfüllen, werden ihnen zuerkannt:
- Seit 2020 die Indicazione Geografica Tipica (IGT) dei vini „Alpi Retiche“, von 1995 bis 2020 als IGT „Terrazze Retiche di Sondrio“ bezeichnet[6], oder
- seit 1968 die Denominazione di Origine Controllata (DOC) „Valtellina Rosso“ oder „Rosso di Valtellina“, vinifiziert aus mindestens 90 % Nebbiolo-Trauben[7], oder
- seit 1968 die DOC und seit 1998 die Denominazione di Origine Controllata e Garantita (DOCG) „Valtellina Superiore“, vinifiziert aus mindestens 90 % Nebbiolo-Trauben[8], oder
- seit 1968 die DOC und seit 2003 die DOCG „Sforzato di Valtellina“ bzw. „Sfursat di Valtellina“, vinifiziert aus mindestens 90 % Nebbiolo-Trauben[9].